# Pencran
 Pencran  (en bretón Penn-ar-C'hrann) es una población y comuna francesa, situada en la región de Bretaña, departamento de Finisterre, en el distrito de Brest y cantón de Landerneau.

## Demografía
| 470 | 538 | 757 | 1060 | 1182 | 1253 |
| Para los censos de 1962 a 1999 la población legal corresponde a la población sin duplicidades (Fuente: INSEE [Consultar]) |     |     |      |      |      |